# 加藤よし江
加藤 よし江（かとう よしえ）は、日本の漫画家、イラストレーター。

## 作品リスト

### 連載
- シンデレ少女と孤独な死神（2011年 - 2013年、『ガンガンONLINE』、スクウェア・エニックス、ストーリー・構成：新木場ユキ、全3巻）
- 明治ハナアリ同盟（2016年、『ガンガンONLINE』、スクウェア・エニックス、全1巻）
- アサシンズプライド（2017年[1] - 2022年[2]、『ウルトラジャンプ』、集英社、原作：天城ケイ、キャラクター原案：ニノモトニノ、全10巻）
- 東京KINOKO〜世界ランキング1位のコミュ力最弱JK〜（原作：四葉夕ト、『となりのヤングジャンプ』、集英社、2025年8月1日[3] - ）

### 読み切り
- カゲヒメ[4]（『月刊少年ガンガン』、スクウェア・エニックス）
- 待チ人来タレ（『月刊少年ガンガン』2014年1月号、スクウェア・エニックス）
- リストラ式神の虚像（『月刊少年ガンガン』2014年10月号、スクウェア・エニックス）

### 挿絵
- 封神裁判（著者：多宇部貞人、電撃文庫）
- ラグナロク・トライアル -新・封神裁判-（著者：多宇部貞人、電撃文庫）
- 魔探偵（ウォーロック）×ホームズ（2015年、著：多宇部貞人、電撃文庫）